# ماركوس آدم
ماركوس آدم (بالإنجليزية: Marcus Adam)‏ هو منافس ألعاب قوى بريطاني، ولد في 28 فبراير 1968 في لندن في المملكة المتحدة.

## وصلات خارجية
- ماركوس آدم على موقع الاتحاد الدولي لألعاب القوى (الإنجليزية)
- ماركوس آدم على موقع أوليمبيديا (الإنجليزية)
- ماركوس آدم على موقع اللجنة الأولمبية البريطانية (الإنجليزية)
- ماركوس آدم على موقع اتحاد ألعاب الكومنولث (مؤرشف) (الإنجليزية)